# Trematopygus triangulator
Trematopygus triangulator là một loài tò vò trong họ Ichneumonidae.